# Aulus Postumius Albus Regillensis (Konsul 496 v. Chr.)
Aulus Postumius Albus Regillensis († nach 493 v. Chr.) war ein römischer Politiker im 5. Jahrhundert v. Chr.
Postumius, dessen Vater nach den Konsularfasten ein Mann namens Publius war, war laut der römischen Überlieferung Diktator im Jahr 499 v. Chr. und soll in der Schlacht am Regillus-See über die Latiner gesiegt haben. Im Jahr 496 v. Chr. wurde er zusammen mit Titus Verginius Tricostus Caelimontanus Konsul. Laut einer alternativen Überlieferung fiel der Sieg am Regillus-See erst in dieses Jahr, nachdem Postumius wegen Meinungsverschiedenheiten mit seinem Kollegen sein Amt niedergelegt habe und zum Diktator gemacht worden sei. Im folgenden Jahr kommandierte Postumius eine Reitereinheit gegen die Sabiner. Er ist wohl auch gleichzusetzen mit dem Postumius Balbus, der im Jahr 493 v. Chr. einer Gesandtschaft zu den aus Rom ausgezogenen Plebejern angehörte.